# Sopwith Buffalo
Sopwith Buffalo là một loại máy bay tiêm kích/trinh sát bọc giáp của Anh trong Chiến tranh thế giới I.

## Operators
Úc
- Quân đoàn Không quân Australia

 Anh Quốc
- Không quân Hoàng gia

## Tính năng kỹ chiến thuật
Dữ liệu lấy từ British Aeroplanes 1914-18 
Đặc điểm tổng quát
- Kíp lái: 2
- Chiều dài: 23 ft 3½in (7,10 m)
- Sải cánh: 36 ft 6 in (10,52 m)
- Chiều cao: 9 ft 6 in (2,90 m)
- Diện tích cánh: 326 sq ft (30,3 m²)
- Trọng lượng rỗng: 2.178 lb (990 kg)
- Trọng lượng có tải: 3.071 lb (1.396 kg)
- Động cơ: 1 × Bentley BR.2, 230 hp (172 kW)

 Hiệu suất bay 
- Vận tốc cực đại: 114 mph (99 knot, 184 km/h) trên độ cao 1.000 ft (300 m)
- Tầm bay: 275 mi[2] (239 hải lý, 443 km/h)
- Trần bay: 9.000 ft (2.700 m)
- Lên độ cao 3.000 ft (900 m): 4 phút 55 giây

Trang bị vũ khí

- Súng: 

  - 1× Súng máy Vickers .303 in
  - 1× Súng máy Lewis .303 in